# Tetianjkem
Tetianjkem fue un príncipe del Antiguo Egipto que vivió a principios de la VI dinastía de Egipto.
Su nombre significa 'Tetianj el Negro' o 'Teti Negro vive' y está relacionado con la palabra kemet, que es un término jeroglífico egipcio para Egipto.

## Biografía
Era hijo del faraón Teti con una de sus esposas principales, la reina Juit y, por tanto, medio hermano de Meryra Pepy. Fue llamado así por el nombre de su padre. Tetianjkem probablemente fue un príncipe heredero durante algún tiempo, al igual que su medio hermano Nebkauhor, hijo de Teti y de su otra esposa principal, Iput.
Tetiankhkem murió cuando tenía unos 15 años y fue enterrado en una mastaba en la necrópolis de Teti, ubicada en el lado este del complejo funerario de Iput.

## Títulos
- "'Hijo mayor del rey'"